# وارنر كويتير
وارنر دجاردس كويتير (بالهولندية: Warner Tjardus Koiter)‏ هو مهندس ميكانيكا هولندي وُلد في 16 يونيو عام 1914 في مدينة دلفت، عمل مُدرسًا جامعيًا في جامعة دلفت للتكنولوجيا في الفترة بين 1949 و 1979 ودرّس مادة الميكانيكا التطبيقية وتُوفي في 2 سبتمبر في عام 1997.

## حياته وتعليمه
وُلد وارنر في أمستردام في عام 1914، وبعدما أتم تعليمه الابتدائي والثانوي، إلتحق بجامعة دلفت للتكنولوجيا في عام 1931، وتخرج مع مرتبة الشرف كمهندس ميكانيكي في عام 1936.
بعد التخرج، عمل في المعهد الهولندي الوطني لبحوث الطيران (NLL) في أمستردام، وتخصص في العمل على فحص صلاحية الطائرات للطيران. وفي عام 1938، انتقل إلى مكتب البراءات الحكومي، وفي عام 1939، انضم إلى مكتب الطيران المدني الحكومي.
خلال الحرب، عمل في المعهد الهولندي لعلوم الطيران على مواضيع من اختياره، أدت هذه الدراسات إلى أطروحة الدكتوراه الخاصة به، حول استقرار التوازن المرن، والتي تم تقديمها في جامعة دلفت، في نوفمبر 1945؛ كان تحت إشراف كورنيلس بنجامين بيزينو، و تمت كتابة الأطروحة باللغة الهولندية، حيث سمحت قوات الاحتلال فقط لكتابة الأطروحات إما باللغة الألمانية أو الهولندية. ونتيجة لذلك، أصبحت محتوياته معروفة فقط للمجتمع العلمي الواسع بعد أن قامت وكالة ناسا بتحرير الترجمة الإنجليزية بعد 15 عامًا. (الترجمة عن طريق ادوارد ريكس).
في عام 1949، تم تعيينه أستاذًا للميكانيكا التطبيقية في جامعة دلفت للتكنولوجيا ، حيث بقي فيها حتى تقاعده في عام 1979.

## انجازاته
يعرف كويتير في المقام الأول بنظرية مقاربة من الاستقرار الأولي بعد الإنبعاج، والمساهمات الأخرى في أبحاثه كنظرية الطبقة الخطية وغير الخطية الرقيقة، اللدونة، المرونة والرياضيات المرافقة، نشر ما يقرب من 150 تقريرًا دراسيًا وأوراق بحثية.

## تكريمه وجوائزه
تم تكريم وارنر بميدالية فون كارمن من الجمعية الأمريكية للمهندسين المدنيين وكذلك ميدالية تيموشينكو من الجمعية الأمريكية للمهندسين الميكانيكيين.
حصل على الدكتوراه الفخرية من جامعات ليستر، وغلاسكو، وبوخوم، وجامعة غنت، وكان عضوًا في الأكاديمية الملكية الهولندية للفنون والعلوم منذ عام 1959، وكذلك عضوًا في الجمعية الملكية لتحسين المعرفة الطبيعية وعضوًا في الأكاديمية الوطنية للهندسة ،
في عام 1996 ، قامت الجمعية الأمريكية للمهندسين الميكانيكيين بتأسيس ميدالية وانرر كويتير وذلك تخليدًا لمساهماته وإنجازاته في ميكانيكا المواد الصلبة ، ومنحته أول جائزة في عام 1997.